# GNPO
GNPO (GNPO-93) – polski, przeciwpancerno-odłamkowy granat nasadkowy.
Granat GNPO miał być miotany przy pomocy kbk wz. 88. Granat jest wyposażony w pułapkę pociskową, dzięki czemu może być wystrzeliwany przy pomocy naboi ostrych. Celownik do strzelania granatem jest przymocowany do lotek granatu i odpada przy strzale, maksymalny zasięg granatu to około 240 m. W latach 90. w związku z wycofaniem z uzbrojenia kbk wz. 88 i wprowadzeniem do uzbrojenia kbk wz. 96 posiadającego urządzenie wylotowe o mniejszej średnicy zaprojektowano specjalną wkładkę redukcyjną, dzięki której granat GNPO może być miotany z kbk wz. 96.
Granaty GNPO były wykorzystywane bojowo przez żołnierzy polskiego kontyngentu w Iraku i Afganistanie. Podczas testów przebijały wówczas np. pancerze transporterów BTR-70. Ich ocena była pozytywna dzięki prostocie użycia i braku konieczności modyfikacji i zwiększenia masy broni, jak w przypadku granatników podwieszanych, z kolei mimo mniejszego od nich zasięgu były wystarczające na typowych odległościach walki do 200 m, powodując szybsze wycofanie się przeciwnika ostrzeliwującego patrol.